# Pierre Clause

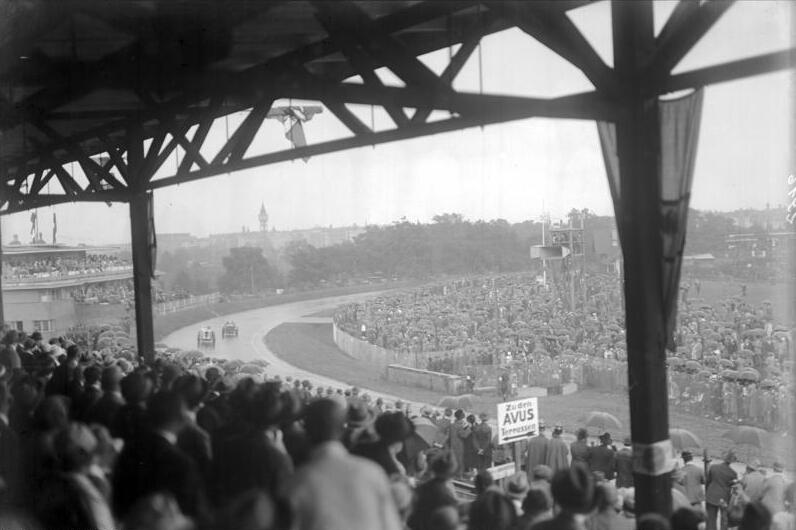
Menschenmassen beim Großen Preis von Deutschland 1926, den Pierre Clause als Vierter beendete

Pierre Jacques Clause (* 26. März 1902 in Wargnies-le-Grand; † 4. Februar 1986 in Montfermeil) war ein französischer Autorennfahrer.

## Karriere
Pierre Clause war vor allem in den 1920er-Jahren als Rennfahrer aktiv und stellte neben seinen Einsätzen bei Rundstreckenrennen auch einige Geschwindigkeitsrekorde auf. Er war der erste Fahrer, der auf dem 1924 eröffneten Autodrome de Linas-Montlhéry einen Rekord aufstellte. Auf einem Bignan fuhr er 3000 Kilometer mit einem Schnitt von 124 km/h. Erfolgreich war er auch als Grand-Prix-Fahrer. 1925 gewann er auf einem Bignan den ersten Grand Prix de la Marne und wurde beim Gran Premio de San Sebastián 1927 Dritter. Viermal startete er beim Großen Preis von Deutschland. Beim Debütrennen 1926 auf der AVUS wurde er als bester Nichtdeutscher Vierter (Sieger Rudolf Caracciola im Mercedes-Benz SS).
Dreimal startete Clause beim 24-Stunden-Rennen von Le Mans. Zwischen seinem ersten Antreten 1925 und dem letzten Start 1951 lagen 26 Jahre und ein Weltkrieg. Beste Platzierung blieb der 12. Gesamtrang beim Debüt 1925.

## Statistik

### Le-Mans-Ergebnisse
| Jahr | Team                                      | Fahrzeug             | Teamkollege     | Platzierung | Ausfallgrund    |
| ---- | ----------------------------------------- | -------------------- | --------------- | ----------- | --------------- |
| 1925 | Établissements Industriels Jacques Bignan | Bignan 2 Litre Sport | Henri Springuel | Rang 12     |                 |
| 1926 | Établissements Industriels Jacques Bignan | Bignan 2 Litre Sport | Roger Gauthier  | Ausfall     | Motorschaden    |
| 1951 | Satecmo                                   | Renault 4CV          | Georges Claude  | Ausfall     | Zündungsschaden |

### 24-St-Spa-Ergebnisse
| Jahr | Team                                      | Fahrzeug             | Teamkollege     | Platzierung | Ausfallgrund |
| ---- | ----------------------------------------- | -------------------- | --------------- | ----------- | ------------ |
| 1925 | Établissements Industriels Jacques Bignan | Bignan 2 Litre Sport | Henri Springuel | Rang 30     |              |